# Carl Augustin Schröder
Carl Augustin Schröder, född 28 augusti 1797 i Kullerstads församling, död 12 januari 1870 i Väderstads socken, var en svensk präst.

## Biografi
Carl Augustin Schröder föddes 1797 i Kullerstads socken. Han var son till kaptenen och tullförvaltaren Nils Joachim Schröder och Juliana Charlotta Sasse. Schröder blev 1817 student vid Uppsala universitet och 12 juni 1824 filosofie magister. Den 15 augusti 1827 blev han kollega i Vimmerby och 13 januari 1830 kollega i Söderköping. Schröder tillträdde aldrig tjänsten i Söderköping och prästvigdes 25 april 1830. Han blev samma år den 12 maj kollega i Linköping. Schröder tog pastoralexamen 26 januari 1835 och blev rektor i Vadstena och kyrkoherde i Orlunda församling den 1 april 1840. Han var orator vi prästmötet 1853. Den 3 juli 1854 blev han kyrkoherde i Väderstads församling och tillträdde 1855. Prost blev Schröder 14 april 1858 och kontraktsprost 20 november 1860 i Göstrings kontrakt. Schröder avled 1870 i Väderstads socken.
Schröder gifte sig första gången 16 juli 1840 med Hedvig Aurora Strömberg (född 1815). De fick tillsammans dottern Hedvig Maria August (född 1741). Strömberg och Schröder skilde sig 1743. Schröder gifte sig andra gången 16 februari 1856 med Ingrid Elisabet Engström (1812–1868). De fick tillsammans dottern Hilda Amalia Georgina (född 1838).